# Alexander Rajcsányi

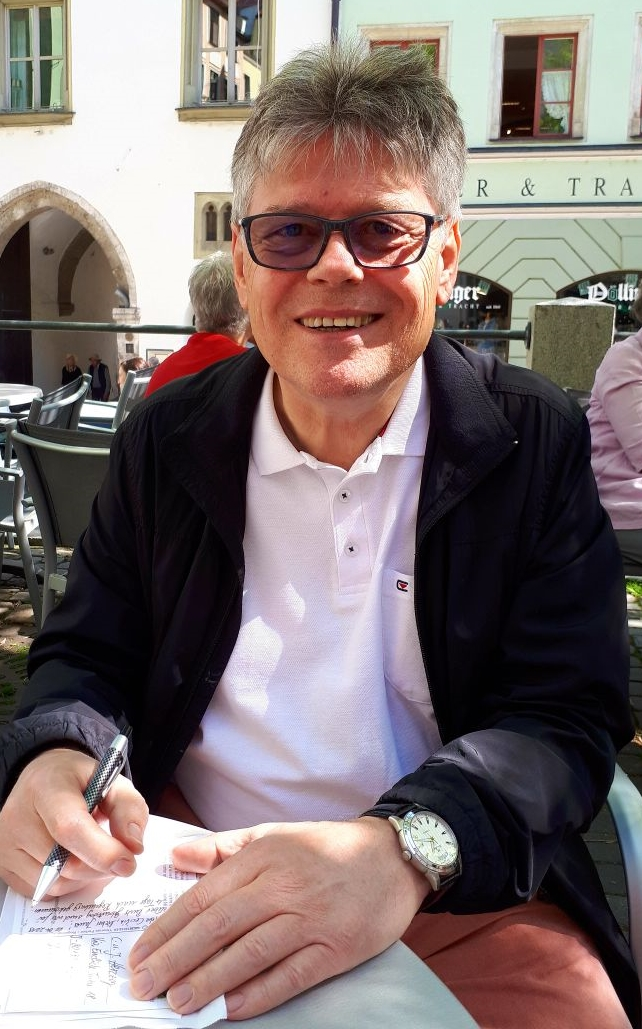
Alexander Rajcsányi (2021)

Alexander Rajcsányi (* 1952 in Wertheim) ist ein deutscher Realschullehrer, Schriftsteller und Dichter.

## Leben
Rajcsányi ist pensionierter Realschullehrer, war Schulbeauftragter der Erzdiözese Freiburg und kommissarischer Schuldekan im Dekanat Heidelberg-Weinheim. Seit vielen Jahren ist er schriftstellerisch tätig und hat zahlreiche Kurzgeschichten und Gedichte verfasst.

## Auszeichnungen
- 1989 Preisträger beim Mannheimer Lyrikwettbewerb[2]
- 1999 Sieger im Rhein-Neckar-Kreis beim Landeslyrikwettbewerb Baden-Württemberg[3]

## Schriften (Auswahl)
- Alexander Rajcsányi und Carl A. Schaab: Kreativer Umgang mit Gedichten und anderen Texten im Religionsunterricht. Krapp & Gutknecht Verlag, 1998, ISBN 978-3-932609-03-9.
- Alexander Rajcsányi: Von dir und von mir. Gedichte und Erzählungen. Verlag Kleine Schritte, Trier 2004, ISBN 978-3-89968-112-3.
- Günther Gutknecht und Alexander Rajcsányi: Textbeschreibung Prosa. Methodische Ansätze und Unterrichtspraxis. Krapp & Gutknecht Verlag, 2005, ISBN 978-3-932609-46-6.
- Alexander Rajcsányi: Festtagsgrüße aus der Verseschmiede. Glückwunschpoesie. Verlag Kleine Schritte, Trier 2010, ISBN 978-3-89968-130-7.
- Alexander Rajcsányi: Lyrik erfassen – beschreiben. In poetischen Versen den Zauber suchen. Krapp & Gutknecht, Rot a. d. Rot 2011, ISBN 978-3-932609-23-7.
- Alexander Rajcsányi: In allen Zeiten Du. Seitensprünge aus dem Alltag. Verlag Kleine Schritte, Trier 2013, ISBN 978-3-923261-76-5.
- Alexander Rajcsányi: In unbewusstem Hoffen. Lyrik und Kurzprosa. Verlag Kleine Schritte, Trier 2015, ISBN 978-3-89968-150-5.